# Geossistema
A Teoria do Geossistema foi formulada no sentido de aplicar a teoria geral de sistemas ao estudo da superfície terrestre e suas paisagens naturais, sejam elas modificadas ou não pela ação do ser humano. Esta teoria foi proposta por Viktor Borisovich Sochava, acadêmico do Instituto de Geografia da Sibéria e Extremo Oriente (hoje Instituto de Geografia Viktor Borisovich Sochava).
Segundo Sochava (1978, p. 292), um geossistema é uma dimensão do espaço terrestre onde os diversos componentes naturais encontram-se em conexões sistêmicas uns com os outros, apresentando uma integridade definida, interagindo com a esfera cósmica e com a sociedade humana.

## Aspectos historiográficos da Teoria do Geossistema e sua repercussão no Brasil
A origem da Teoria do Geossistema relaciona-se com as grandes explorações do território russo, e remete à fundação do Departamento de Geografia na Academia Russa de Ciências, em 1758, pelo naturalista Mikhail Lomonosov, inspirado pelo paradigma organicista ligado à Filosofia da Natureza (FROLOVA, 2000). Orientada pelos princípios de unidade e totalidade da Filosofia da Natureza, a tradição analítica das escolas de Geografia do Leste Europeu e da Ásia Central desenvolveu-se no âmbito dos estudos integrados da paisagem à semelhança da Geografia Alemã de Richthofen que influenciaria Troll e o conseqüente surgimento da Ecologia de paisagem (FROLOVA, 2000; ABREU, 2003).

## Aspectos teórico-metodológicos do estudo de geossistemas
A ideia de geossistema pode ser mais facilmente compreendida a partir da ideia de esfera geográfica, que corresponde ao setor do planeta Terra em que ocorrem as interações entre a Litosfera e a Atmosfera.
Esta parte do planeta corresponde a um sistema particular, visto que é das interações entre atmosfera e litosfera que surgem o relevo, o clima, os solos e a vida.
A teoria do geossistema busca explicar como a superfície terrestre funciona como um todo.
Todavia, a distribuição de matéria e energia na superfície da Terra não é homogênea em função da própria dinâmica do Planeta, através dos ciclos astronômicos e da tectônica de placas. Tal fato conduz a uma diferenciação geográfica da matéria e energia. Cada unidade assim diferenciada é denominada geossistema.
Em nível mais local, os geossistemas são diferenciados pelas relações entre o relevo, o substrato, os solos que se desenvolveram a partir deste substrato, as comunidades ecológicas e o microclima.
Em nível global, os geossistemas se diferenciam pela própria repartição da crosta terrestre em oceânica ou continental e sua interação com a radiação solar incidente, o que formam as grandes zonas e setores paisagísticos, que abrigam os sistemas morfogenéticos globais e os grandes biomas e conjuntos de solos.
Entre o nível local e o nível global, uma série de níveis se interpõem.
Existem dezenas de modelos para descrição desta "hierarquia de geossistemas", não só modelos russos, mas australianos, franceses, norte-americanos, neerlandeses, canadenses, ingleses, alemães, brasileiros, etc.. Estes modelos recebem nomes diversos: land system, paisagens, paisagens naturais, geocomplexos, etc..
Um geossistema é um sistema dinâmico, aberto, hierarquicamente organizado, que funciona através de fluxos de energia e matéria. Um geossistema elementar, denominado fácies é, conforme Sochava (1977), a menor área geográfica onde ocorre uma ciclagem de substâncias homogênea. Esta unidade é normalmente delimitada a partir da associação entre um tipo de material superficial, um gradiente de encosta e uma direção de fluxo predominante (DYAKONOV in: DYAKONOV, et al. 2007). Estas características garantem um microclima homogêneo e um mesmo regime hídrico, conduzindo, no geral, à formação de apenas um tipo de solo e de biocenose (BURNETT, MEYER e MCFADDEN, 2004; BURNETT, 2004). Contudo as relações no interior de um geossistema podem conduzir ao auto-desenvolvimento dos componentes solo e biocenose (KHOROSHEV e MEREKALOVA, 2006).
Um conjunto de fácies que se integrem funcionalmente numa Catena, é denominado Podurochische, Suburochische ou Subtrato. Uma integração funcional de Podurochisches e fácies é denominada Urochische ou Trato (DYAKONOV in: DYAKONOV, et al. 2007).
Recentemente, algumas novas abordagens têm sido tentadas para o estudo de geossistemas. Um geossistema nuclear é um centro de energia e matéria que controla a formação de outros geossistemas, denominados vetoriais (AVESSALOMOVA, PETRUSHINA e SAMOILOVA, 2004). Geossistemas insulares são formados por condições específicas de isolamento. Como uma ilha ou um brejo de altitude. Conforme a classificação de Marshinin (In: DYAKONOV, 2007), geossistemas insulares podem ser dos seguintes tipos: absolutos, geológicos, geomorfológicos, florísticos, biogeográficos, criogênicos ou complexos. A abordagem dos geossistemas desencadeadores trata da relação de geossistemas interdependentes, onde as mudanças em um induzem mudanças no outro e vice-versa (ARMAND in: DYAKONOV, et al. 2007).

## Mapeando geossistemas
O mapeamento de geossistemas pode ser considerado uma atividade básica para o planejamento territorial, uma vez que o mapa de geossistemas mostra áreas homogêneas onde a interação entre os componentes da natureza e o uso da terra são similares (SOCHAVA, 1978; ISACHENKO, 1998; CHRISTIAN, 2006; EGOROV, 2008; CAVALCANTI, CORRÊA e ISACHENKO, 2010). Os geossistemas são mapeados num sistema similar à sobreposição de planos de informação em Sistema de informação geográfica sendo que para o mapeamento dos geossistemas são sobrepostas informações relativas ao relevo, substrato, drenagem, solos, vegetação e uso da terra. Estas informações são anotadas em cadernetas durante trabalhos de campo e o mapa final é confeccionado por vetorização em ambiente de Sistema de informação geográfica. Em áreas urbanas, os parâmetros mudam um pouco, pois torna-se necessário diferenciar áreas impermeabilizadas das não-impermeabilizadas, área com prédios altos ou não, áreas verdes, o sistema de drenagem urbana, etc. Mas o foco ainda são os processos naturais. Por isso ainda é necessário diferenciar entre ambientes de morros ou de planícies, etc. A partir do mapa de geossistemas é possível estudar e modelar sua dinâmica e evolução.

## Dinâmica e evolução de geossistemas
No Estudo de Geossistemas, existe a diferenciação entre "dinâmica" e "evolução". A dinâmica corresponde aos eventos periódicos de um geossistemas, que ocorrem atrelados aos ciclos orbitais. Assim, temos os seguintes tipos de dinâmica (KHROMIKH, 2007): Atmosférica; Intra-diária; Diária; Intra-sazonal; Sazonal; Anual; Inter-anual.
O estudo da dinâmica de geossistemas varia com o ambiente, sendo normalmente realizado a partir de parâmetros climáticos e vegetacionais. Usando tipos de tempo, análise do ritmo climático, das correntes marinhas (no caso de geossistemas costeiros) ou fluviais (no caso de geossistemas fluviais), fenologia de plantas, etc. Estes elementos são avaliados dentro dos limites dos geossistemas previamente mapeados.
A evolução corresponde aos eventos progressivos e/ou catastróficos que alteram a dinâmica de um geossistema: o desenvolvimento dos solos, a geração de ilhas de calor, a desertificação, movimentos de massa, sucessão vegetal, tsunamis, terremotos, vulcanismo, etc. Neste sentido os métodos variam bastante: indo das datações e palinologia, passando pela morfoestratigrafia, até o monitoramento de encostas e etc.

## Potencial e limitações da Teoria do Geossistema
A ideia de uma classificação integrada da paisagem é interessante do ponto de vista didático, classificações de geossistemas regionais poderiam ser aplicadas em livros didáticos, diferenciando níveis de Regiões Montanhosas, Regiões Desérticas, Regiões Polares, etc. trazendo não apenas uma descrição dos componentes destes geossistemas, mas analisando a correlação entre eles na compartimentação da paisagem. Assim as ideias de campos geofísicos da paisagem, de geossistemas nucleares/vetoriais, de geossistemas desencadeadores e geossistemas insulares, ofereceriam, com a devida transposição didática, uma nova compreensão para o funcionamento da natureza.
Do ponto de vista do planejamento territorial, o mapeamento de geossistemas e o entendimento de seu aninhamento hierárquico é uma ferramenta poderosa para a elaboração de políticas públicas sendo, entretanto, necessário um empenho dos especialistas em análise de geossistemas, assim como geomorfólogos, climatólogos e biogeógrafos é preciso que existam os landschaftoveds (cuja área de concentração é a Geografia Física Integrada).
Percebe-se que as principais limitações ao desenvolvimento da Teoria geossistêmica no Brasil são:
- As barreiras lingüísticas, com os trabalhos originais quase todos em russo;
- A falta de disciplinas específicas para análise integrada da paisagem;
- O empenho dos pesquisadores brasileiros em se especializem na análise integrada da paisagem (Geografia Física Integrada).

Compreende-se que o aparecimento e repercussão da Teoria do Geossistema no Brasil dependeram de esforços individuais, mormente pela falta de contextos institucionais que a favorecessem. Seu desenvolvimento dependerá da atitude dos geógrafos frente às necessidades que a análise integrada impõe hoje. A análise integrada da paisagem não se restringe aos métodos da Landshaftovedenie, quanto a isso ver Tricart (1979). Contudo, a Teoria do Geossistema possui aspectos específicos que demandam estudos particulares com metodologias características. Avaliar quais destes aspectos são relevantes à Geografia brasileira e adaptar o modelo metodológico russo à realidade do Brasil exige atenção para com o contexto acadêmico e sociocultural dos dois países, das duas geografias.

## Estrutura dos geossistemas locais (geótopos)
Visto que o geossistema é hierarquicamente organizado, faz-se necessário distinguir seus níveis de organização. Três níveis básicos de organização distinguem-se na delimitação dos geossistemas, a saber:
Nível Planetário (Envelope geográfico)
Nível Regional (landschaft ou landscape ou Paisagem)
Nível Local (Fácies)
O Envelope geográfico é o maior nível de organização dos geossistemas, sendo caracterizado pelo próprio planeta Terra.
A Paisagem é, ao mesmo tempo, o menor nível regional e o maior nível local dos geossistemas.
A unidade básica da paisagem é a Fácies, termo proposto por Ramenski (1935 apud FROLOVA, 2006) é a menor unidade geograficamente homogênea do meio natural, foi chamada de geômero elementar por Sochava (1977).
O termo Geotopologia é utilizado para designar o estudo dos geossistemas locais, isto é, a fácies, a paisagem e as unidades intermediárias (ROUGERIE e BEROUTCHACHVILI, 1991).
As classes de geótopos foram propostas inicialmente por Ramesnki e detalhadas por Nikolai Adolfovitch Solntcev, da escola de Moscou e são as seguintes: FÁCIES (encosta com padrões de estrutura vegetal e textura dos substratos homogêneos), PODUROCHISHCHE (pode ser traduzido com Subtrato. Quando uma encosta possui mais de um padrão de estrutura vegetal e/ou textura do substrato e variações nos segmentos de vertente, significa que existem várias Fácies na mesma encosta, assim a encosta é classificada como Subtrato). UROCHISHCHE (pode ser traduzido como Trato ou Terreno. Corresponde a uma associação de Fácies e/ou Podurochishches, por exemplo, uma encosta com diversos Fácies constitui um podurochishche, logo uma associação de duas encostas - vale, constitui um Urochishche). Observação: em superfícies planas (como em interflúvios ou planícies), as Fácies e Urochishches são definidos pela variação no substrato e estrutura vegetal. MESTNOST (lê-se mest-nást. Pode ser traduzido como Localidade, sendo definido por um conjunto de Tratos com características semelhantes). LANDSCHAFT (Paisagem. corresponde a um conjunto de mestnosts semelhantes). Mais informações sobre a delimitação destas unidades podem ser encontradas em inglês no livro de Isachenko (1973), e informações detalhadas de mapeamento podem ser encontradas no livro de Zuchkova e Rakovskaia (2004).
É interessante notar que outros sistemas de classificação de hierarquia de paisagens possuem unidades coincidentes ao modelo de Solntcev. Em sua proposta de hierarquia de paisagens Zonneveld define ecótopo (fácies), microcoro (Urochische), mesócoro (Mestnost), macrócoro (Landschaft). Sobre estas correlações de nomenclaturas ver o trabalho de Kremsa (2001).